# Bastian Swillims

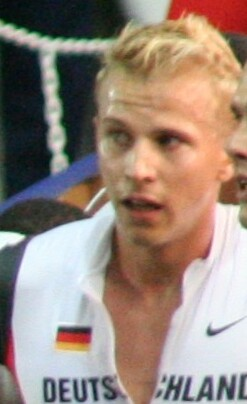
Bastian Swillims bei den Weltmeisterschaften 2007

Bastian Swillims (* 9. Dezember 1982 in Dortmund) ist ein ehemaliger deutscher Sprinter. Er war 2007 Vizeeuropameister in der Halle über 400 Meter.

## Leben
Der 400-Meter-Läufer gewann 2000 mit der deutschen 4-mal-400-Meter-Staffel die Vizeweltmeisterschaft. 2001 gewann er mit 46,88 s Bronze bei den Junioreneuropameisterschaften. Im Jahr darauf wurde er erstmals im Erwachsenenbereich Deutscher Meister in der Halle. Bei den Europameisterschaften 2002 belegte er mit der deutschen Staffel den siebten Platz. Den gleichen Platz erreichte er mit der Staffel bei den Olympischen Spielen 2004 in Athen. Bei den Europameisterschaften 2006 in Göteborg wurde er mit der Staffel Vierter.
2007 wurde Swillims zum zweiten Mal Deutscher Hallenmeister. Kurz darauf gewann er die Silbermedaille bei den Halleneuropameisterschaften in Birmingham. Er verbesserte dort seine Hallenbestzeit auf 45,62 s. Im selben Jahr gelang es ihm endlich auch, den Deutschen Meistertitel im Freien bei den Meisterschaften in Erfurt zu holen. Seine persönliche Bestleistung im Freien stellte er mit 45,44 s bei den Weltmeisterschaften 2007 in Ōsaka auf. Diese Zeit im Vorlauf genügte ihm allerdings nicht für den Einzug in die nächste Runde. Im Staffellauf erreichte das deutsche Quartett den achten Platz.
2008 nahm Swillims an den Olympischen Spielen in Peking teil, wo er aber im Einzel und mit der Staffel jeweils im Vorlauf ausschied. 2009 wurde er mit der Staffel des TV Wattenscheid Deutscher Meister. Im Jahr darauf gewann er sowohl im Einzel als auch mit der Wattenscheider Staffel die deutsche Hallenmeisterschaft. Bei den Europameisterschaften, die im selben Jahr in Barcelona stattfanden, verpasste die deutsche Staffel mit Platz vier nur knapp eine Medaille. 2011 verteidigte Swillims mit der Wattenscheider Staffel den Deutschen Meistertitel in der Halle. Zugleich war dies sein letztes Rennen. Danach musste er verletzungsbedingt pausieren, 2012 trat er vom Leistungssport zurück.
Bastian Swillims ist 1,92 m groß und wog zu Wettkampfzeiten 90 kg. Er begann seine Karriere bei der LG Olympia Dortmund. 2002 wechselte er zum TV Wattenscheid 01. 2005 trat er für den SC Magdeburg an, ab 2006 war er wieder für den TV Wattenscheid 01 am Start. Er studierte Sport- und Eventmanagement in Iserlohn.

## Platzierungen bei Deutschen Meisterschaften
(alle Leistungen über 400 Meter)
- 2002 Halle: Meister; Freiluft: Dritter
- 2003 Freiluft: Zweiter
- 2004 Halle: Zweiter; Freiluft: Zweiter
- 2005 Freiluft: Vierter
- 2006 Freiluft: Dritter
- 2007 Halle: Meister; Freiluft: Meister
- 2008 Freiluft: Zweiter
- 2010 Halle: Meister